# 石钟之家

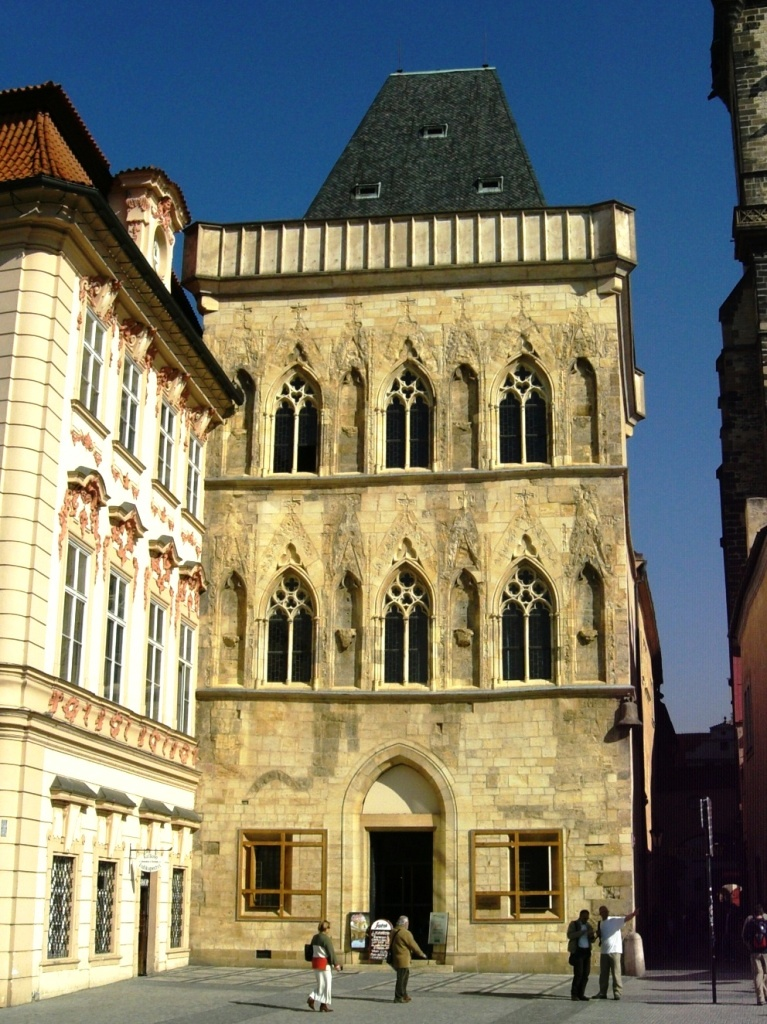
石钟之家

石钟之家（Dům U Kamenného zvonu）是一座14世纪建筑，位于布拉格老城广场605号，老城广场与Týnská街的角落，毗邻戈尔茨-金斯基宫（Palác Kinských）。

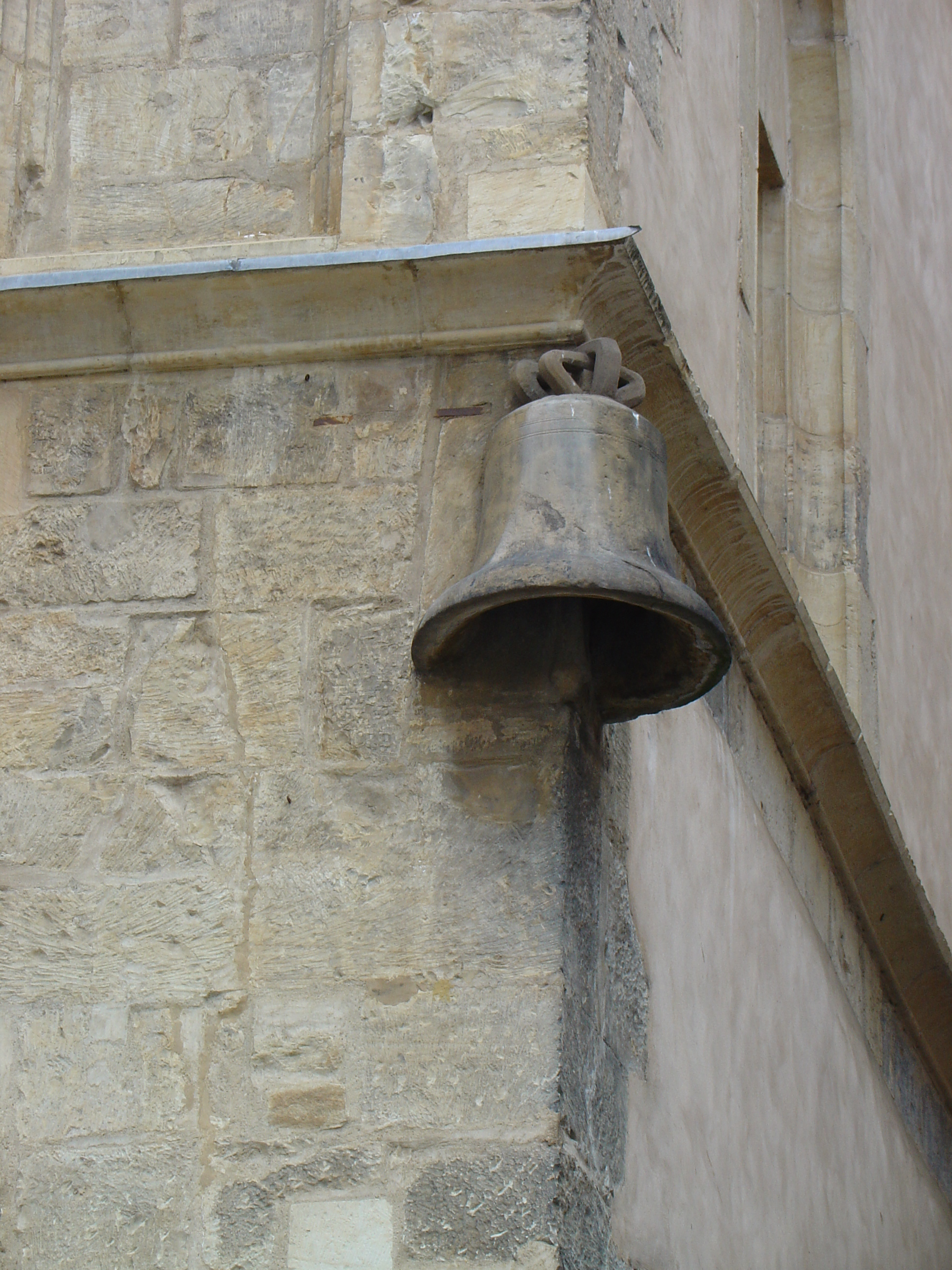
石钟

这座建筑得名于角落里的石钟。
自1988年，该建筑用作布拉格市立美术馆。